# Walter Scheel
Walter Scheel (Solingen, Alemanya, 1919 - Bad Krozingen 24 d'agost de 2016) fou un polític alemany que va ocupar diverses carteres ministerials al seu país i ostentà la Presidència d'Alemanya entre els anys 1974 i 1979.
Va néixer el 8 de juliol de 1919 a la ciutat de Solingen, població situada a l'estat alemany de Rin del Nord-Westfàlia. Durant la Segona Guerra Mundial va servir la Luftwaffe i posteriorment fou operador de radar.

## Activitat política
S'afilià al Partit Democràtic Lliure (FDP) l'any 1946 i posteriorment fou nomenat ministre federal de cooperació econòmica i desenvolupament entre els anys 1961 i 1966 sota els governs dels cancellers Konrad Adenauer i Ludwig Erhard. L'any 1966 el seu partit FDP trencà la coalició amb la CDU, per la qual cosa el govern d'Erhard caigué.
Fou designat president del FDP l'any 1968. A partir de 1969 va facilitar una nova coalició entre el seu partit i el Partit Socialdemòcrata d'Alemanya (SPD). Sota el govern de Willy Brandt fou nomenat ministre d'afers exteriors, i durant el desenvolupament del seu càrrec la República Federal Alemanya va renunciar a continuar reclamant els territoris lliurats a Polònia i a la Unió Soviètica el 1945 i es va reconèixer oficialment l'existència de la República Democràtica Alemanya, decisió que va generar un debat en l'opinió pública de l'Alemanya Occidental poc abans de la celebració de les eleccions de 1972. En aquestes eleccions, la coalició entre els liberals-demòcrates i els socialdemòcrates va obtenir una reelecció i es van mantenir els esforços per a millorar les relacions amb països de l'altre costat del teló d'acer.
Walter Scheel fou nomenat vicecanceller entre 1969 i 1974. Aquest any fou canceller en funcions (entre el 7 i 16 de maig) i esdevingué president federal d'Alemanya Occidental (des de 30 de juny). Finalment ocupà la presidència entre l'1 de juliol de 1974 fins al juliol de 1979, quan finalitzà el seu mandat. L'any 1977 fou guardonat amb el Premi Internacional Carlemany, concedit per la ciutat d'Aquisgrà, en reconeixement dels seus esforços per la integració europea i la defensa de la pau i la llibertat.
L'any 1977 Walter Scheel es retirà de la vida política i ha participat en comptades ocasions en actes públics.